# 勿来漁港
勿来漁港（なこそぎょこう）は、福島県いわき市にある第二種漁港である。
いわき市最南端の勿来町九面地内、茨城県境をなす南側の鵜ノ子岬と北側の断崖に挟まれた入り江を用いた漁港であり、岬を挟んで反対側には平潟漁港が位置する。自然港として古くより用いられ、1938年より漁港としての整備が行われ始めた。現在は小型機船による底曳網の沖合・沿岸漁業が主な漁獲となっている。

## 沿革
出典:
- 1938年 - 漁港整備が行われ始める。
- 1947年 - 福島県の管理に移管される。
- 1951年7月10日 - 第2種漁港に指定され、漁港整備計画が策定される。
- 1958年 - 防波堤、物揚場、泊地の建設が実施され漁港機能が確保される。
- 1963年11月26日 - 港湾区域が告示される。
- 2011年3月11日 - 東日本大震災に伴う津波により被災。

## 漁業種別
- ひき回し網漁（しらす・いかなご）

## 周辺
- 国道6号
  - 勿来漁港入口交差点
  - 平潟トンネル
- 平潟漁港